# أول ماريوس ساندبرغ
أول ماريوس ساندبرغ (بالنرويجية البوكمول: Ole Marius Sandberg)‏ هو عازف جاز وملحن نرويجي، ولد في 26 أكتوبر 1975 في بودو في النرويج.

## وصلات خارجية
- الموقع الرسمي
- أول ماريوس ساندبرغ على موقع ميوزك برينز (الإنجليزية)
- أول ماريوس ساندبرغ على موقع أول ميوزيك (الإنجليزية)
- أول ماريوس ساندبرغ على موقع ديسكوغز (الإنجليزية)